# Philippe Bugalski
 (mai 2023).
Philippe Bugalski, né le 12 juin 1963 à Cusset dans l'Allier et mort le 10 août 2012 au Vaudoué en Seine-et-Marne, est un pilote de rallye français.
Auteur de deux victoires en championnat du monde des rallyes, sa meilleure place au classement final est septième (1999).

## Biographie
Philippe Bugalski débute en rallye en 1982 au volant d'une Golf GTI, sur la Ronde de Busset. Il pilotera cette auto pendant trois ans, avant de s'attaquer ensuite au Championnat de France des rallyes de seconde division, avec une Renault 5 Turbo. Il sera ensuite intégré au Team Renault Chartres avant de rejoindre le Team Diac. Ces longues années de fidélité à Renault Sport seront seulement entrecoupées en 1992 et 1993 de piges avec Lancia en championnat mondial et d'un programme privé l'année suivante.
En 1994, il réintègre le Team Diac, à bord de la Renault Clio Gr. A.
La saison 1995 est marquée par le tragique décès de Thierry Renaud, lors du Rallye Grasse-Alpin. Philippe Bugalski restera très marqué par cet accident.
Lors de l'arrêt du programme Renault en rallye fin 1997, il trouve refuge chez Citroën où il développe la Citroën Xsara Kit-Car puis WRC. C'est d'ailleurs avec la marque aux chevrons qu'il décroche ses trois titres de champion de France (1998, 1999, 2000) et qu'il remporte ses deux victoires en Championnat du monde des rallyes. En 1998, il est troisième du championnat d'Europe. En 1999, il obtient le meilleur ratio français victoires/nombre d'épreuves par saison (9/10).
Philippe Bugalski était pilote essayeur pour Citroën, et a fait de nombreuses ouvertures de rallye en France pour faire la promotion de la Citroën C2 R2. Il restera l'un des pilotes qui a remporté le plus de rallyes en championnat de France (31 victoires, ce qui le place au quatrième rang national).
Il a grandement contribué au développement de Citroën en WRC avec notamment les premiers pas de la Xsara WRC. Philippe Bugalski avait plus tard repris avec succès la structure Automeca.
Il est détenteur du record de victoires sur le Rallye du Limousin (5) avec Jean-Paul Chiaroni.
Philippe Bugalski était également propriétaire depuis 1988 d'une entreprise spécialisée notamment dans la commercialisation de matériel et de fournitures d'élevage au Vaudoué, près de Fontainebleau. 
Il meurt le 10 août 2012 dans sa propriété de Seine-et-Marne après avoir chuté accidentellement d'une nacelle défectueuse située à une quinzaine de mètres de hauteur. Il est inhumé à Busset dans l'Allier.

## Palmarès

### Titres
| Saison | Titre                          | Voiture                                 |
| ------ | ------------------------------ | --------------------------------------- |
| 1995   | Champion de France 2 litres    | Renault Clio Maxi                       |
| 1998   | Champion de France des rallyes | Citroën Xsara Kit-Car                   |
| 1999   | Champion de France des rallyes | Citroën Xsara Kit-Car                   |
| 2000   | Champion de France des rallyes | Citroën Xsara T4 / Citroën Saxo Kit-Car |

Il est aussi vice-champion de France des rallyes en 1995 et 1996, ainsi que troisième du championnat d'Europe en 1998 (4e en 1999).

### Victoires

#### Victoires en championnat de France de rallye
| #  | Saison | Rallye                    | Copilote           | Voiture                |
| -- | ------ | ------------------------- | ------------------ | ---------------------- |
| 1  | 1993   | Rallye du Mont-Blanc      | Thierry Renaud     | Lancia Delta Intégrale |
| 2  | 1995   | Rallye du Rouergue        | Jean-Paul Chiaroni | Renault Clio Maxi      |
| 3  | 1995   | Rallye du Mont-Blanc      | Jean-Paul Chiaroni | Renault Clio Maxi      |
| 4  | 1995   | Rallye du Limousin        | Jean-Paul Chiaroni | Renault Clio Maxi      |
| 5  | 1996   | Rallye Grasse-Alpin       | Jean-Paul Chiaroni | Renault Mégane Maxi    |
| 6  | 1996   | Tour de Corse             | Jean-Paul Chiaroni | Renault Mégane Maxi    |
| 7  | 1996   | Rallye du Rouergue        | Jean-Paul Chiaroni | Renault Mégane Maxi    |
| 8  | 1997   | Rallye du Mont-Blanc      | Jean-Paul Chiaroni | Renault Mégane Maxi    |
| 9  | 1997   | Rallye du Limousin        | Jean-Paul Chiaroni | Renault Mégane Maxi    |
| 10 | 1998   | Rallye Lyon-Charbonnières | Jean-Paul Chiaroni | Citroën Xsara Kit-Car  |
| 11 | 1998   | Rallye du Limousin        | Jean-Paul Chiaroni | Citroën Xsara Kit-Car  |
| 12 | 1998   | Rallye du Rouergue        | Jean-Paul Chiaroni | Citroën Xsara Kit-Car  |
| 13 | 1998   | Rallye d'Antibes          | Jean-Paul Chiaroni | Citroën Xsara Kit-Car  |
| 14 | 1998   | Critérium des Cévennes    | Jean-Paul Chiaroni | Citroën Xsara Kit-Car  |
| 15 | 1998   | Rallye du Var             | Jean-Paul Chiaroni | Citroën Xsara Kit-Car  |
| 16 | 1999   | Rallye Lyon-Charbonnières | Jean-Paul Chiaroni | Citroën Xsara Kit-Car  |
| 17 | 1999   | Tour de Corse             | Jean-Paul Chiaroni | Citroën Xsara Kit-Car  |
| 18 | 1999   | Rallye Alsace-Vosges      | Jean-Paul Chiaroni | Citroën Xsara Kit-Car  |
| 19 | 1999   | Rallye du Limousin        | Jean-Paul Chiaroni | Citroën Xsara Kit-Car  |
| 20 | 1999   | Rallye du Rouergue        | Jean-Paul Chiaroni | Citroën Xsara Kit-Car  |
| 21 | 1999   | Rallye du Mont-Blanc      | Jean-Paul Chiaroni | Citroën Xsara Kit-Car  |
| 22 | 1999   | Rallye d'Antibes          | Jean-Paul Chiaroni | Citroën Xsara Kit-Car  |
| 23 | 1999   | Critérium des Cévennes    | Jean-Paul Chiaroni | Citroën Xsara Kit-Car  |
| 24 | 1999   | Rallye du Var             | Jean-Paul Chiaroni | Citroën Xsara Kit-Car  |
| 25 | 2000   | Rallye Lyon-Charbonnières | Jean-Paul Chiaroni | Citroën Xsara T4       |
| 26 | 2000   | Rallye du Touquet         | Jean-Paul Chiaroni | Citroën Xsara T4       |
| 27 | 2000   | Rallye Alsace-Vosges      | Jean-Paul Chiaroni | Citroën Xsara T4       |
| 28 | 2000   | Rallye du Limousin        | Jean-Paul Chiaroni | Citroën Xsara T4       |
| 29 | 2000   | Rallye du Rouergue        | Jean-Paul Chiaroni | Citroën Xsara T4       |
| 30 | 2000   | Rallye du Mont-Blanc      | Jean-Paul Chiaroni | Citroën Xsara T4       |
| 31 | 2000   | Critérium des Cévennes    | Jean-Paul Chiaroni | Citroën Xsara T4       |

#### Victoires en championnat d'Europe des rallyes
| #  | Saison | Rallye                   | Pays      | Copilote           | Voiture               |
| -- | ------ | ------------------------ | --------- | ------------------ | --------------------- |
| 1  | 1996   | 39e Rallye Grasse-Alpin  | France    | Jean-Paul Chiaroni | Renault Mégane Maxi   |
| 2  | 1997   | 49e Rallye du Mont-Blanc | France    | Jean-Paul Chiaroni | Renault Mégane Maxi   |
| 3  | 1998   | 25e Rallye du Rouergue   | France    | Jean-Paul Chiaroni | Citroën Xsara Kit-Car |
| 4  | 1998   | 33e Rallye d'Antibes     | France    | Jean-Paul Chiaroni | Citroën Xsara Kit-Car |
| 5  | 1998   | 44e Rallye du Var        | France    | Jean-Paul Chiaroni | Citroën Xsara Kit-Car |
| 6  | 1999   | 51e Rallye du Mont-Blanc | France    | Jean-Paul Chiaroni | Citroën Xsara Kit-Car |
| 7  | 1999   | 34e Rallye d'Antibes     | France    | Jean-Paul Chiaroni | Citroën Xsara Kit-Car |
| 8  | 1999   | 45e Rallye du Var        | France    | Jean-Paul Chiaroni | Citroën Xsara Kit-Car |
| 9  | 2000   | 52e Rallye du Mont-Blanc | France    | Jean-Paul Chiaroni | Citroën Xsara T4      |
| 10 | 2001   | 20e Rallye d'Allemagne   | Allemagne | Jean-Paul Chiaroni | Citroën Xsara WRC     |

#### Victoires en championnat du monde des rallyes (WRC)
| # | Saison | Rallye                  | Pays    | Copilote           | Voiture               |
| - | ------ | ----------------------- | ------- | ------------------ | --------------------- |
| 1 | 1999   | 35e Rallye de Catalogne | Espagne | Jean-Paul Chiaroni | Citroën Xsara Kit Car |
| 2 | 1999   | 43e Tour de Corse       | France  | Jean-Paul Chiaroni | Citroën Xsara Kit Car |